# Altare della Vittoria (movimento religioso)

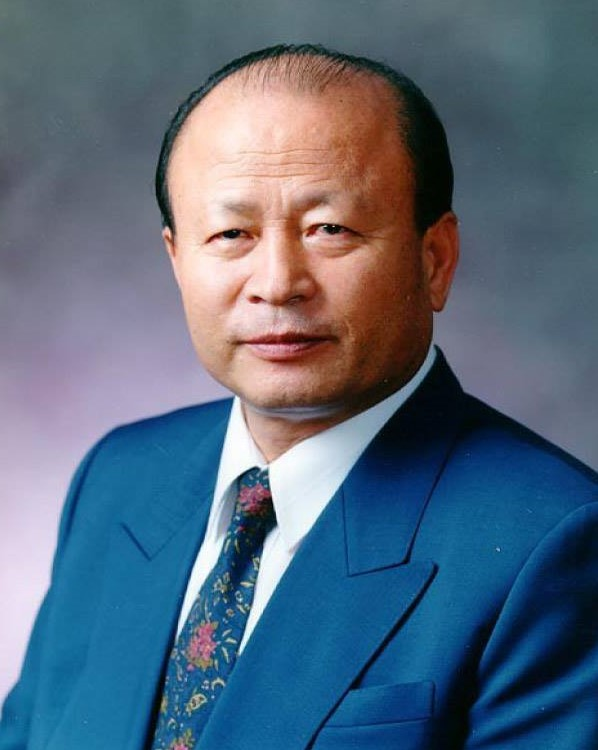
Cho Hee-Seung

L’Altare della Vittoria (inglese Victory Altar, coreano SeungNiJeDan) è un nuovo movimento religioso fondato in Corea del Sud nel 1981. Il suo insegnamento centrale è che Gesù Cristo era un falso messia e che il vero Cristo è il fondatore del movimento, Cho Hee-Seung (1931–2004), “il Cristo Vittorioso”. Il movimento aveva circa 400.000 membri all’inizio degli anni novanta, ma ne ha persi una buona parte dopo che Cho è stato arrestato nel 1994 ed è morto nel 2004; si stima che i membri superstiti nel 2017 fossero circa 100.000.

## Origini
Cho Hee-Seung nasce il 12 agosto 1931 a Gimpo, nella provincia di Gyeonggi in Corea del Sud. In quanto attivista cristiano, è incarcerato in Corea del Nord durante la Guerra di Corea; liberato, continua le sue attività nell’ambito prima del Metodismo e quindi del Presbiterianesimo. Decisivo, per le successive attività di Cho, è il suo incontro con Park Tae-Seon (1915–1990), il fondatore dell’Ulivo (Jundokwan), un nuovo movimento religioso cristiano che era riuscito a radunare un milione e mezzo di seguaci negli anni 1970 prima di perderne una buona parte nei decenni successivi, e aveva generato attraverso vari scismi diversi altri nuovi movimenti religiosi coreani. Negli anni 1960 e 1970, Cho opera con notevole successo come missionario dell’Ulivo, per conto del quale fonda diverse chiese in Corea del Sud.
Nel 1980 Cho decide d’intraprendere un lungo ritiro vicino a Bucheon, in Corea del Sud, in uno dei “Villaggi della fede” dell’Ulivo. Qui, in un edificio conosciuto come la “Camera Segreta” (MilSil), è iniziato da Hong Eup-Bi, una donna che fa parte dell’Ulivo dove è considerata una “sciamana”. Secondo l’Altare della Vittoria, il 15 ottobre 1980 Hong riconosce Cho come “il Cristo Vittorioso” e “Dio incarnato”, un episodio che lo induce a lasciare l’Ulivo e a fondare un suo nuovo movimento religioso, l’Altare della Vittoria (SeungNiJeDan), con sede a Bucheon. Il movimento cresce rapidamente e il 12 agosto 1991 inaugura una nuova sede centrale a Bucheon. In pochi anni, l’Altare della Vittoria raduna 400.000 membri, prevalentemente in Corea del Sud ma con missioni in Giappone, Australia, Nuova Zelanda, Stati Uniti e Gran Bretagna.

## Controversie
Le critiche a Gesù Cristo e le pretese messianiche di Cho suscitano la reazione delle Chiese cristiane coreane, che promuovono campagne di stampa contro l’Altare della Vittoria e accusano il suo fondatore di vari crimini. Nel 1994 Cho è arrestato, e trascorre in prigione sette dei successivi ultimi dieci anni della sua vita. È accusato sia di truffa sia di avere istigato suoi seguaci a uccidere sei ex-membri diventati oppositori militanti dell’Altare della Vittoria. In un primo caso, nel 1996, Cho è condannato per truffa, ma assolto dall’accusa di istigazione all’omicidio; in un secondo processo, nel 2004, è ritenuto colpevole di avere istigato gli omicidi e condannato a morte, ma è successivamente assolto in appello. Il sistema legale coreano prevede tre gradi di giudizio, e il pubblico ministero presenta appello contro l’assoluzione di Cho presso la Corte Suprema, ma Cho muore, il 19 giugno 2004, prima che quest’ultima abbia pronunciato la sua sentenza. I processi di Cho e più ancora la sua morte, posto che parecchi seguaci lo credevano fisicamente immortale, creano seri problemi al movimento, che inizia una fase di declino, benché nel 2017 mantenesse ancora 40 Altari della Vittoria locali in Corea del Sud, con circa 100.000 fedeli.

## Dottrine
Secondo l’Altare della Vittoria, tutti i grandi libri sacri dell’umanità, compresi la Bibbia, i classici del Buddhismo e gli antichi libri profetici della Corea, proclamano la “promessa originaria” di Dio: gli esseri umani possono diventare fisicamente immortali. Questa è la sola vera immortalità, e la nozione che l’anima separata dal corpo possa vivere per sempre in Paradiso è una falsa interpretazione dei libri sacri. Questo errore è stato insegnato anche da Gesù Cristo, il che conferma che era un falso profeta, anzi il “figlio unigenito di Satana”. Altre prove del fatto che Gesù Cristo non era il figlio di Dio vengono, secondo l’Altare della Vittoria, dal fatto che il suo vero padre era un soldato romano chiamato Pantera, che forse aveva violentato sua madre Maria, e che aveva sposato Maria Maddalena, che molti consideravano una donna di cattivi costumi. Le fonti di queste accuse sono il filosofo romano ostile al cristianesimo Celso e il libro del 1982 Il santo Graal, che è anche una delle fonti per il romanzo di straordinario successo del 1983 Il codice da Vinci di Dan Brown.
Gesù Cristo non è dunque parte della successione d’incarnazioni divine e profeti proposta dall’Altare della Vittoria. Questa inizia con Adamo ed Eva, considerati divini e immortali, che formavano con Dio la Trinità originaria. Non essendo onnipotente, Dio non riesce però a impedire a Satana di “catturare” Adamo ed Eva e privarli della loro immortalità. Ci vogliono seimila anni, e una successione di profeti, perché Dio possa prevalere su Satana e offrire nuovamente l’immortalità fisica al genere umano. Una prima serie di profeti comprende Noè, Abramo, Isacco, Giacobbe, e uno dei figli di Giacobbe, Dan. Quest’ultimo è il vero legittimo successore di Giacobbe (un assunto di cui l’Altare della Vittoria vede la prova nel Libro della Genesi, 49:16) e la sua tribù, i Daniti, emigra in Corea, com’è provato secondo il movimento dal fatto che il nome del primo mitico re coreano è Dangun, cioè “Re Dan”. La stessa Corea è la nazione dove nasce la seconda serie di profeti, che comprende il fondatore dell’Ulivo, Park Tae-Seon, la donna che aveva iniziato Cho, Hong Eup-Bi, e lo stesso Cho, più i creatori di altre due nuove religioni coreane, Choe Je-u (1824–1864), il fondatore del Donghak e Kang Jeungsan (1871–1909), che è alle origini della famiglia di nuovi movimenti religiosi detta Jeungsanismo.
Nella storia sacra dell’umanità presentata dall’Altare della Vittoria il ruolo cruciale spetta allo stesso Cho, che tramite la sua iniziazione del 1980 avrebbe eliminato dal suo corpo il “sangue di Satana”, che è ancora presente in tutti gli esseri umani e corrisponde all’ego, e sarebbe diventato il “Cristo Vittorioso”, cioè l’incarnazione divina attraverso cui Dio viene sulla Terra, sconfigge Satana, e finalmente riapre l’accesso all’immortalità fisica per l’umanità.. In effetti, secondo il movimento, Cho è il primo essere umano fisicamente immortale dopo Adamo. Benché sia stato costretto a “deporre” (o meglio “trasformare”) il suo corpo a causa della malvagità dei suoi oppositori, il movimento crede che sia ancora fisicamente presente e guidi i servizi religiosi dell’Altare della Vittoria tramite la sua immagine proiettata in video. Questi servizi sono organizzati quotidianamente, e il movimento celebra anche cinque feste annuali: il Giorno della Vittoria (15 ottobre), il compleanno di Cho, che è chiamato Natale (12 agosto), il Giorno del Messia (25 dicembre), il Giorno dello Spirito della Santa Rugiada (1º gennaio), e la Giornata del Genitore (8 maggio).
La “Santa Rugiada”, chiamata pure nel movimento “Manna Nascosta”, è una nebbia, fumo o fuoco che secondo il movimento usciva dal corpo e dai ritratti di Cho durante la sua vita terrena e continua a emanare dalle sue fotografie oggi. L’Altare della Vittoria insiste sul fatto che la Santa Rugiada esiste fisicamente, non solo nell’immaginazione dei fedeli, tanto che può essere fotografata. Ha la duplice funzione di prova della natura divina di Cho e nutrimento spirituale per i suoi discepoli. Peraltro, secondo l’Altare della Vittoria, Cho ha provato la sua natura divina anche mantenendo i “cinque patti” che aveva stipulato con i suoi seguaci, promettendo loro la sconfitta del comunismo nel mondo; la fine dei tifoni che devastavano la Corea; l’abbondanza dei raccolti in Corea del Sud; la fine delle stagioni delle piogge (15 giugno-15 luglio) nello stesso paese; la prevenzione di una seconda Guerra di Corea, seguita dall’unificazione delle due Coree. Anche l’ultima promessa, secondo il movimento, si sta ora realizzando, e comunque Cho ha già fermato i tentativi di restaurare il comunismo in Russia e diversi progetti di aggressione della Corea del Nord contro la Corea del Sud.
La principale promessa di Cho resta, in ogni caso, quella secondo cui almeno alcuni essere umani diventeranno fisicamente immortali. Per conseguire questo risultato la mera fede in Cho non è sufficiente, e l’Altare della Vittoria insegna che la pretesa di salvarsi tramite la sola fede è un altro degli errori insegnati da Gesù Cristo. Solo coloro che praticano la “Legge della Libertà”, sconfiggendo in sé stessi l’ego e identificandosi con tutti gli altri esseri umani come parte di una superiore unità, potranno un giorno purificare il loro sangue dall’eredità di Satana e diventare fisicamente immortali. Molti dei membri dei tempi di Cho oggi invecchiano e muoiono: secondo alcuni, è un’altra spiegazione del declino del movimento. Ma molti altri mantengono la speranza e proclamano che almeno alcuni fra loro non morranno mai.